# Mešno
Mešno je obec v okrese Rokycany v Plzeňském kraji. Leží zhruba pět kilometrů severně od Spáleného Poříčí a deset kilometrů jihojihovýchodně od Rokycan. Žije zde 85 obyvatel. Obcí prochází železniční trať 175 Rokycany–Nezvěstice (zastávka Mešno) a silnice II/117.

## Historie
První písemná zmínka o obci pochází z roku 1352.

## Obyvatelstvo
| Rok            | 1869 | 1880 | 1890 | 1900 | 1910 | 1921 | 1930 | 1950 | 1961 | 1970 | 1980 | 1991 | 2001 | 2011 | 2021 |
| -------------- | ---- | ---- | ---- | ---- | ---- | ---- | ---- | ---- | ---- | ---- | ---- | ---- | ---- | ---- | ---- |
| Počet obyvatel | 217  | 246  | 242  | 212  | 201  | 202  | 174  | 141  | 129  | 117  | 98   | 81   | 87   | 84   | 72   |
| Počet domů     | 27   | 30   | 31   | 32   | 32   | 32   | 34   | 44   | 42   | 38   | 35   | 45   | 42   | 43   | 45   |

## Obecní správa
Mezi lety 1869–1979 Mešno bylo obcí v okrese Plzeň (1869–1890) a později v okrese Rokycany. Od 1. ledna 1980 do 31. prosince 1991 patřil jako čast města k Mirošovu a od 1. ledna 1992 je opět samostatnou obcí. V letech 1961–1979 k obci patřily Kakejcov a Kornatice.

## Pamětihodnosti
- Kostel Nejsvětější Trojice
- Smírčí kříž v ohradní zdi hřbitova
- Severně od vesnice se nachází přírodní památka Kakejcov.
- V katastru Mešna se nachází nejjižnější bod okresu Rokycany (49°38′9″ s. š., 13°38′12″ v. d.); toto místo leží na křižovatce lesních cest mezi vrchy Těnovická skála a Sejcová v nadmořské výšce 553 metrů asi jeden kilometr západně od vesnice Lučiště.